# Avalonianus

Голотип Picrodon, возможного синонима Avalonianus

Avalonianus (лат.) — сомнительный и, возможно, недействительный род архозавров, окаменелые остатки которого были найдены в отложениях позднего триаса формации Уэстбери (Westbury Formation) в Великобритании. Единственный вид — Avalonianus sanfordi.
Впервые он был описан в 1898 году Гарри Сили под названием "Avalonia", но это название было занято, поэтому Оскар Кхун (Oskar Kuhn) переименовал его в 1961 году, не присвоив ему при этом видовое название (хотя Сили использовал название sanfordi  в описании 1898 года). Изначально считалось, что это был прозавропод, но более поздний анализ показал, что на самом деле приписываемые таксону остатки были химерой, у которой зубы (ныне утеряны) принадлежали не динозавру, а орнитозухиду (или, возможно, раннему тероподу), а более поздние посткраниальные останки — прозавроподу (который был переименован в Camelotia).
Таким образом, единственными останками, которые можно отнести к Avalonianus на данный момент, являются несколько ныне утраченных ископаемых зубов, что сильно затрудняет даже потенциальную возможность изучения таксона. 